# Comuna Vivcearove, Troițke
Vivcearove (în ucraineană Вівчарове) este o comună în raionul Troițke, regiunea Luhansk, Ucraina, formată din satele Duvanka, Maslakove, Trudrodîtelske și Vivcearove (reședința).

## Demografie
Componența lingvistică a comunei Vivcearove
     Ucraineană (90,34%)
     Rusă (9,4%)
     Alte limbi (0,26%)
Conform recensământului din 2001, majoritatea populației comunei Vivcearove era vorbitoare de ucraineană (90,34%), existând în minoritate și vorbitori de rusă (9,4%).